# Tängsta (naturreservat)
Tängsta är ett naturreservat i Köpings kommun i Västmanlands län.
Området är naturskyddat som ett strikt naturreservat (IUCN-kategorin 1a) sedan 1996 och är 200 hektar stort. Reservatet består av hällmarker, fuktig blandskog och små myrar. I östra delen har bävrar dämt upp Gertrudbäcken och en del av skogen har blivit översvämmad.
Bland hotade (rödlistade) arter finns:
Vedsvampar: Ullticka, gränsticka, veckticka.
Lavar: Stiftgelélav.
Mossor: Vedtrappsmossa, asphättemossa, aspfjädermossa.
Fåglar: Duvhök, tjäder, spillkråka, tretåig hackspett.

## Miljöbilder

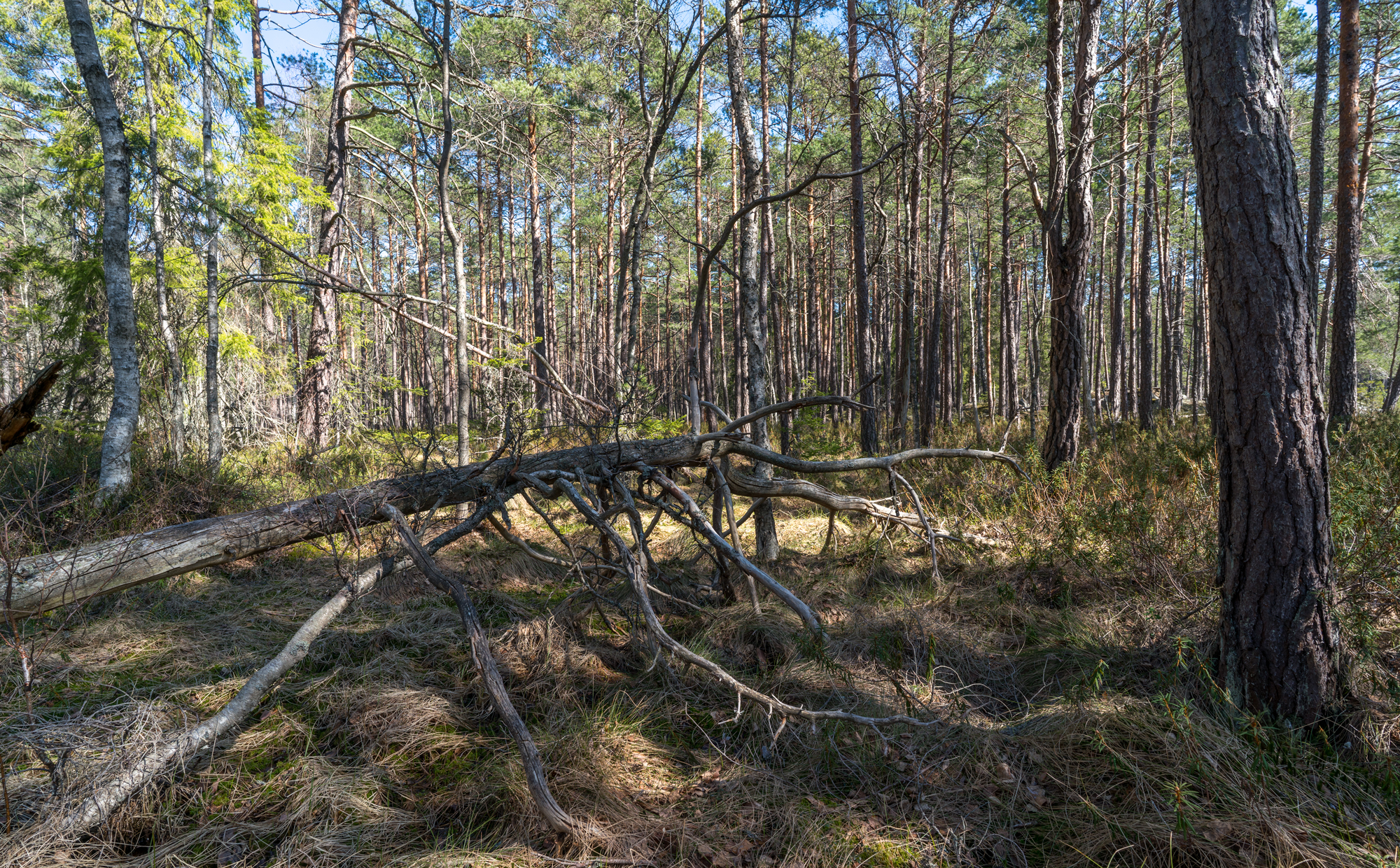
Myr med tall och skvattram.
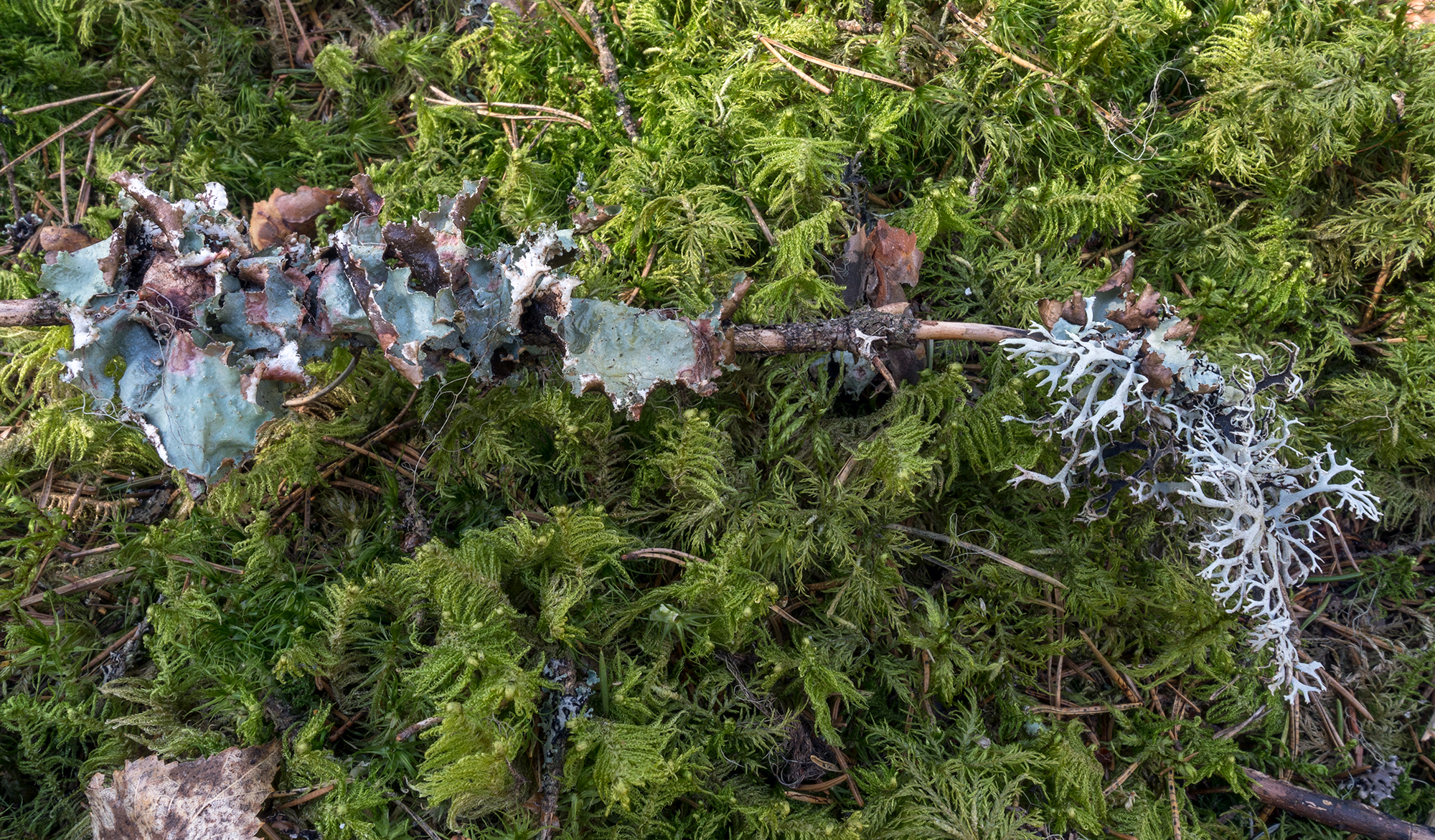
Näverlav och Slånlav - 2 av de vanligaste lavarna.
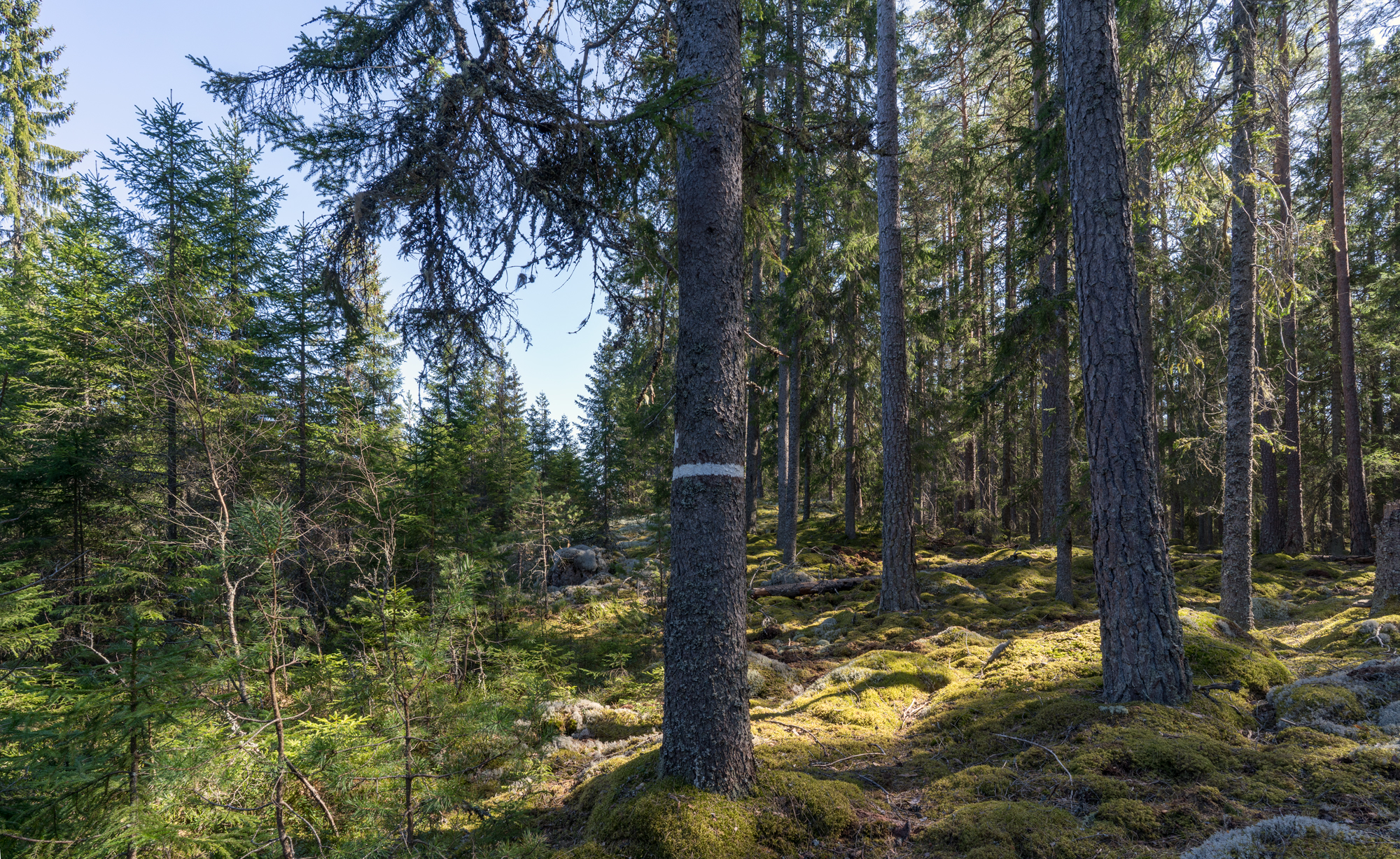
Till vänster en skogsplantering. Till höger naturreservatet.
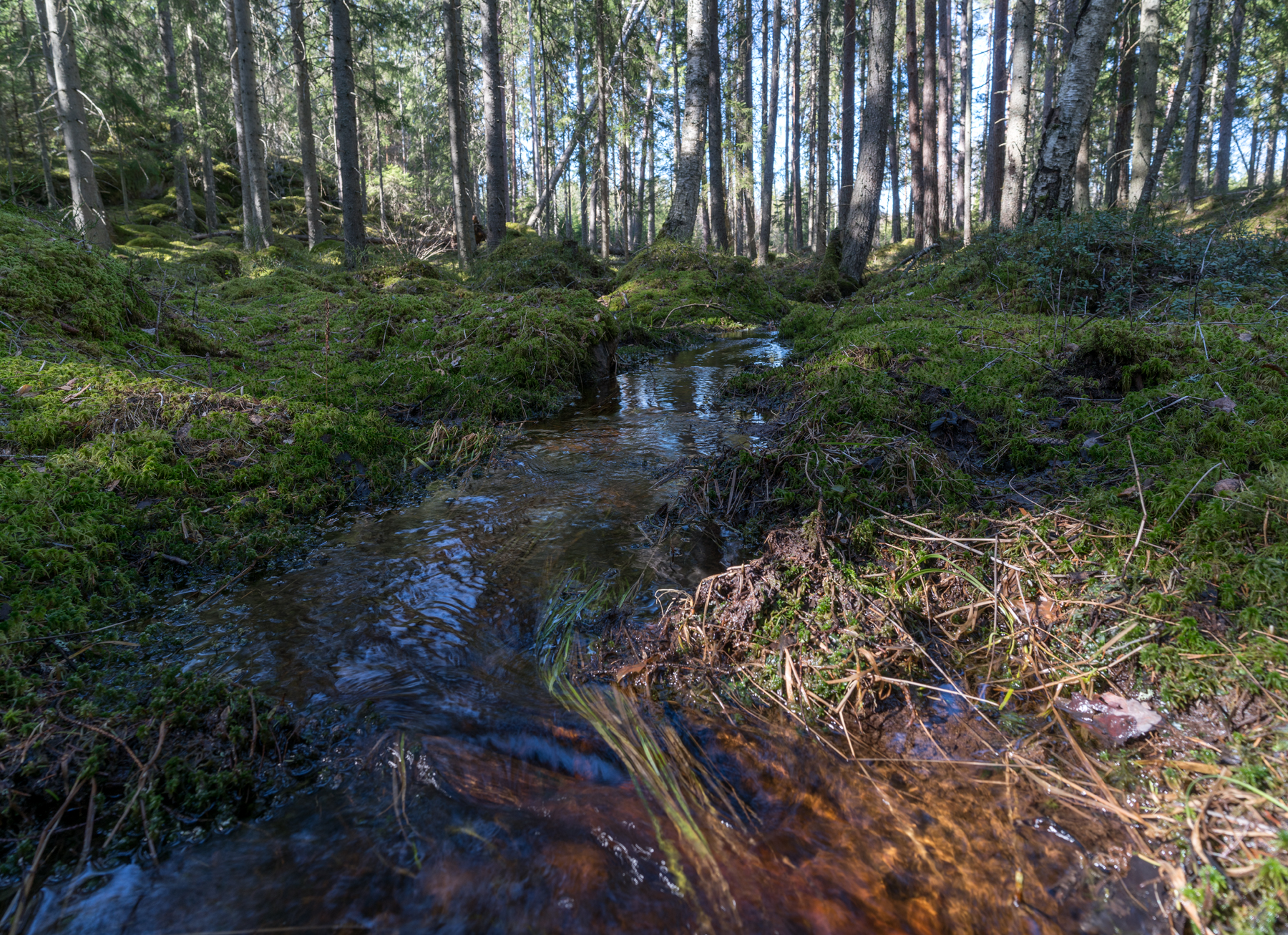
En bäck ej med på kartan.

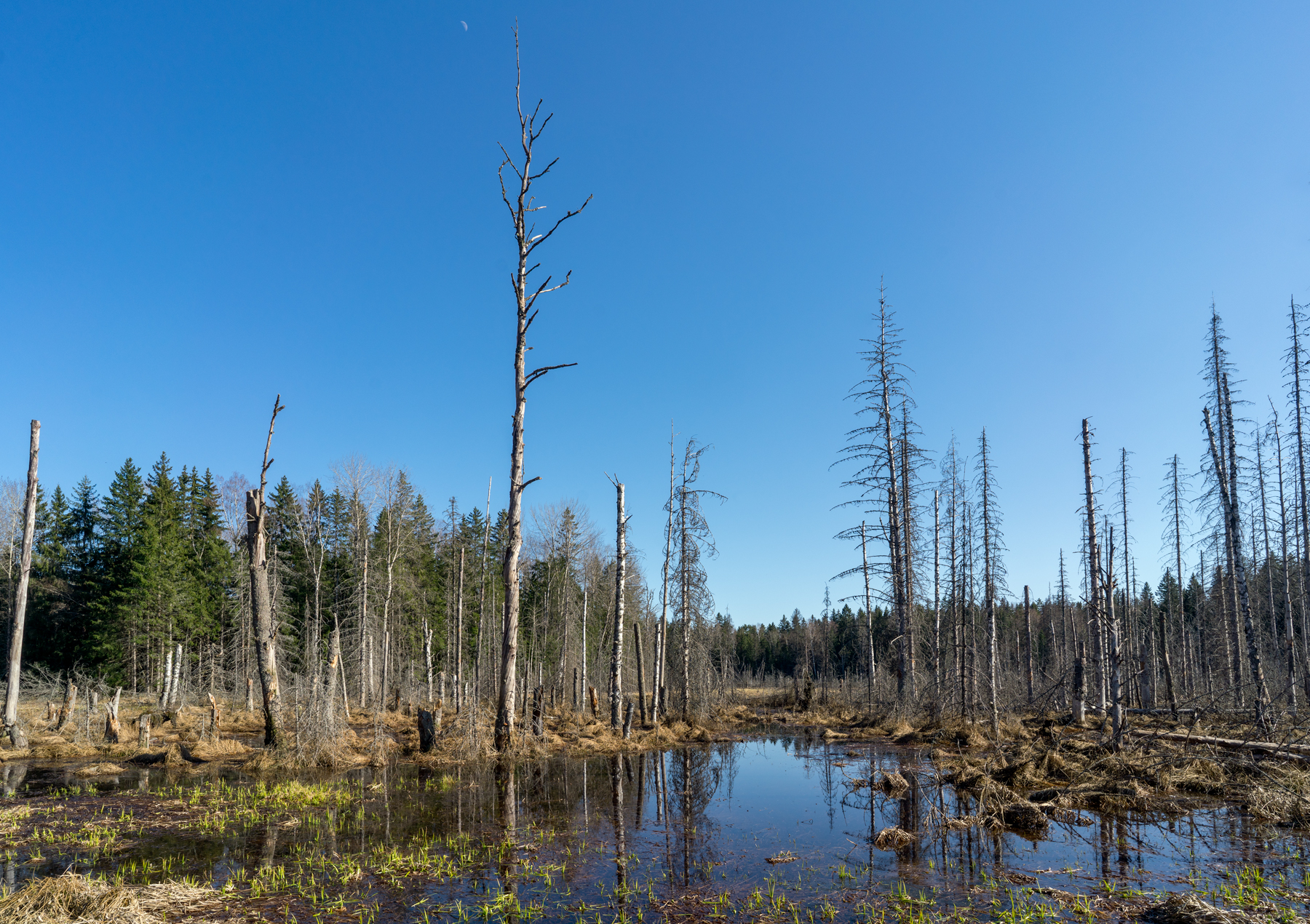
Det uppdämda området runt Gertrudbäcken.
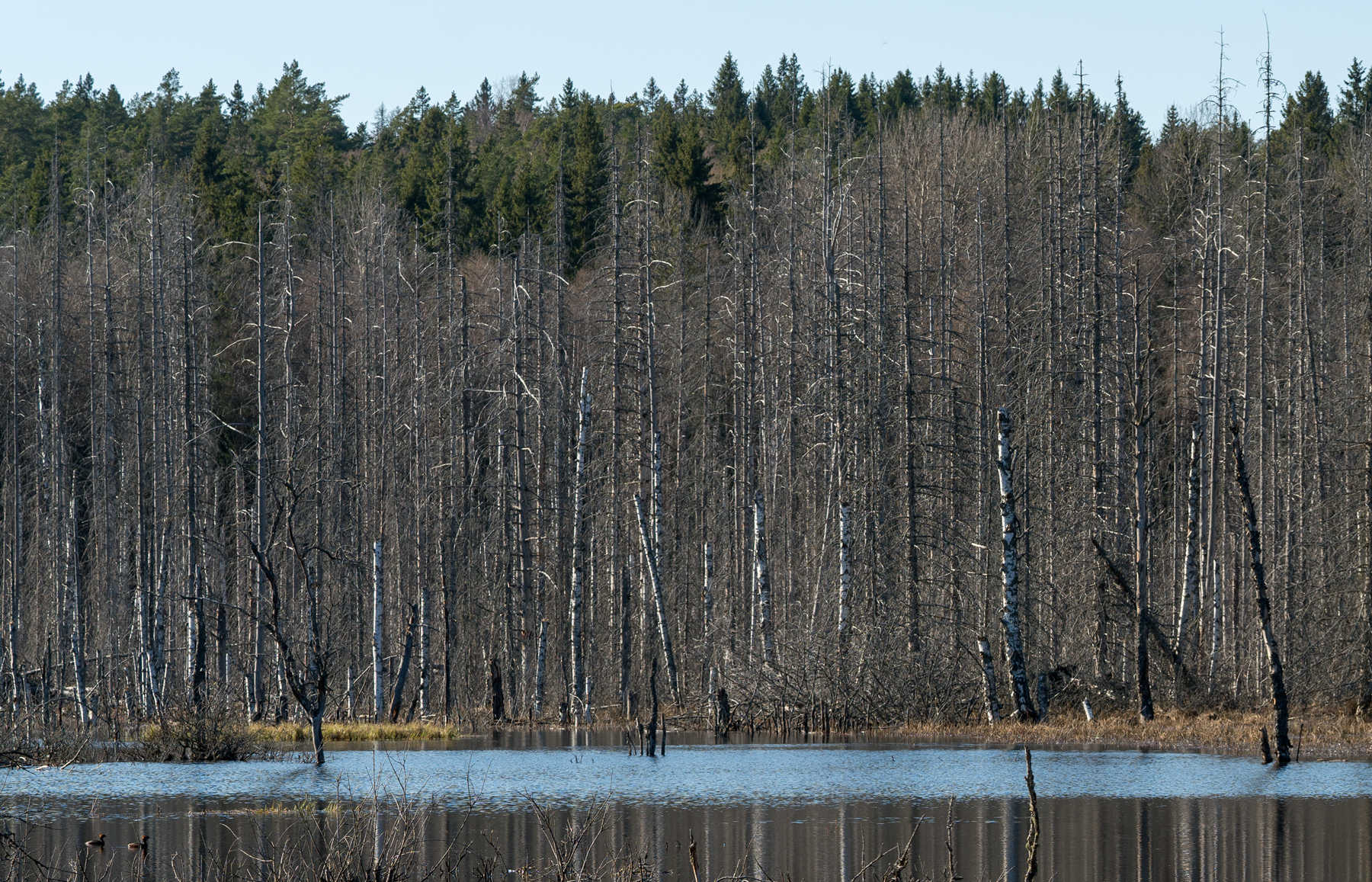
Det uppdämda området runt Gertrudbäcken. Svarthakedoppingar längst ner t.v.
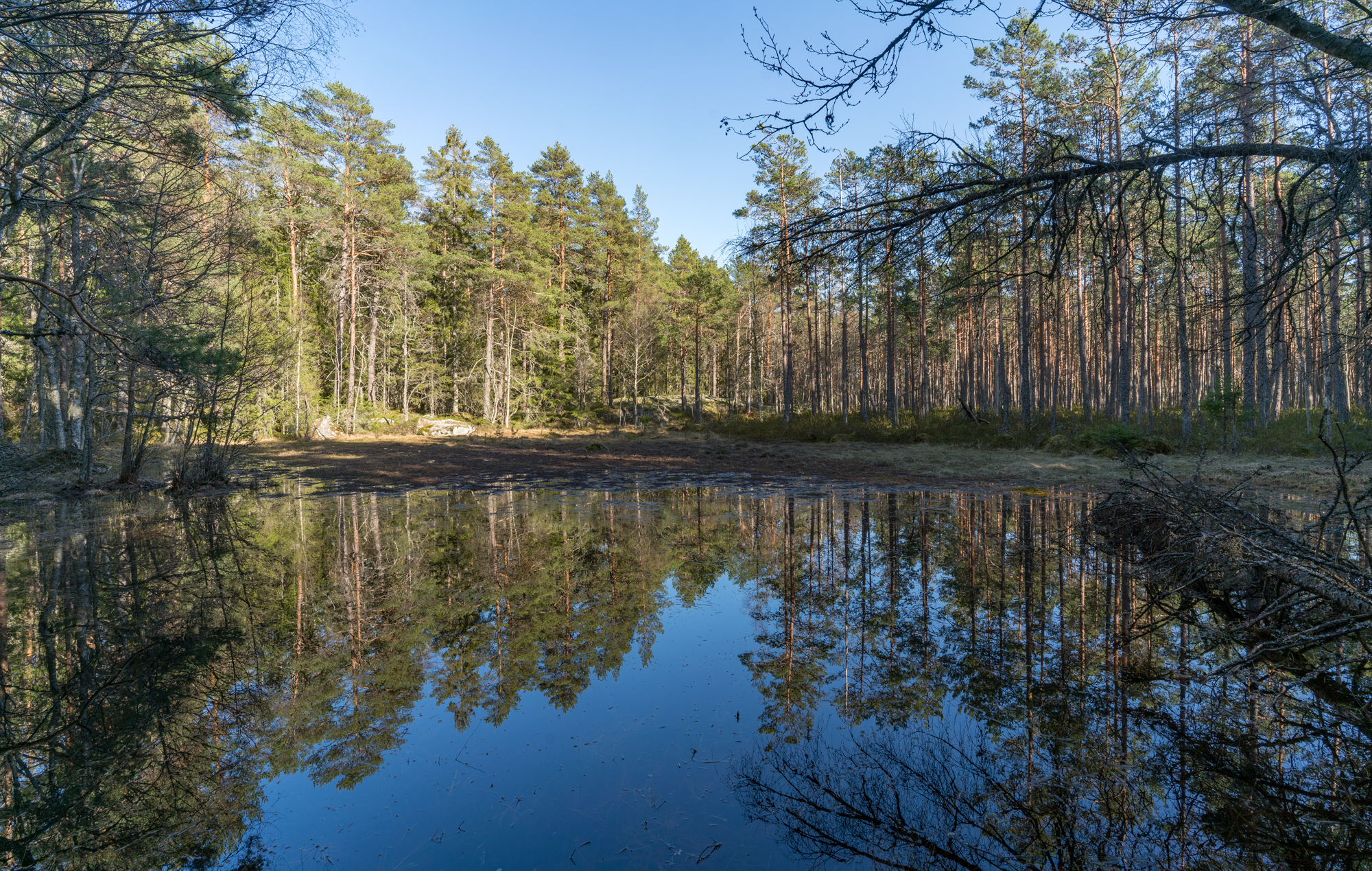
Norra delen av Vitmossen.